# Egelslak
De egelslak (Acanthodoris pilosa) is een slakkensoort uit de familie van de sterslakken (Onchidorididae). De wetenschappelijke naam van de soort werd in 1789 voor het eerst geldig gepubliceerd door Abildgaard en Otto Friedrich Müller.

## Beschrijving
De egelslak is gemakkelijk te onderscheiden van andere naaktslakken door zijn ronde, pluizige, zachte textuur. Het heeft lange, zachte, puntige uitsteeksels (papillen) over zijn hele rug, die meestal een uniforme lengte en kleur hebben. De kleur is gelijkmatig verdeeld en varieert van wit tot bruin en paarsbruin tot antraciet. Deze zeeslak wordt gewoonlijk 3 cm lang, maar kan in uitzonderlijk gevallen 7 cm worden. Jongere exemplaren kunnen een gespikkeld uiterlijk hebben. Twee hoornachtige uitsteeksels (rinoforen) aan de voorkant van het dier buigen kenmerkend naar achteren en zijn veel groter dan de andere uitsteeksels (papillen). Tot negen grote kieuwen vormen een cirkel aan de achterkant van het dier.

## Verspreiding
Het verspreidingsgebied van deze soort betreft de Noord-Atlantische Oceaan, aan zowel de Amerikaanse als de Europese kust, en vanuit het noordwesten van de Grote Oceaan. In Europa onder andere in rondom IJsland, de Witte Zee, van Noord-Noorwegen tot aan de Noord-Spaanse Atlantische kust en in de Middellandse Zee. In Nederland wordt de Egelslak vooral op harde substraten, korstvormige mosdiertjes en bruinwieren gevonden, zowel in de Waddenzee als in de Ooster- en Westerschelde.